# Aristida amplexifolia
Aristida amplexifolia är en gräsart som beskrevs av Evangelina A. Sánchez. Aristida amplexifolia ingår i släktet Aristida och familjen gräs. Inga underarter finns listade i Catalogue of Life.